# 그레미우 바루에리
그레미우 바루에리 푸치보우 Ltda.(포르투갈어: Grêmio Barueri Futebol Ltda.)는 짧게 그레미우 바루에리(포르투갈어: Grêmio Barueri), 혹은 바루에리 및 GRB라 불리는 브라질의 축구단으로, 상파울루주의 바루에리를 연고로 한다. 팀의 상징색은 파랑과 빨강과 노랑 삼색이다.

## 구단 명칭 변경
- 1989-2010 : 그레미우 헤크레아치부 바루에리
- 2010-2011 : 그레미우 프루덴치 푸치보우 Ltda.
- 2012- : 그레미우 바루에리 푸치보우 Ltda.

## 역사
그레미우 바루에리는 1989년 3월 26일 그레미우 헤크레아치부 바루에리라는 이름으로 탄생했다. 2000년 캄페오나투 파울리스타의 유소년 대회에서 우승을 차지하였으며, 2001년 주니오르 상파울루컵에서 상파울루 FC를 제치고 우승을 차지하였다.

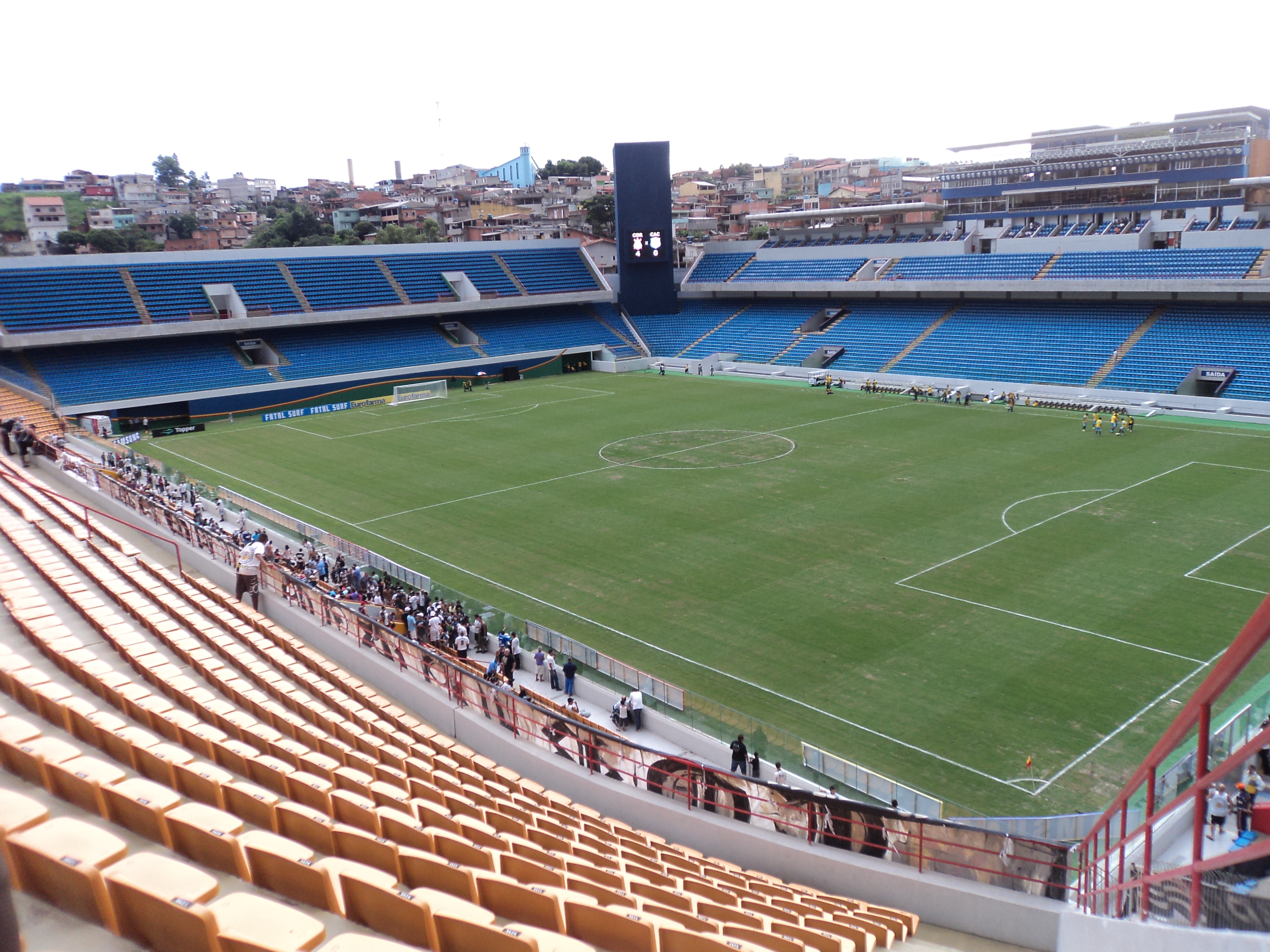
아레나 바루에리의 모습

2001년 그레미우 바루에리는 프로화를 완료하였으며, 캄페오나투 파울리스타 세리이 B3에서 시작하였다. 프로 첫 시즌 순위는 14위였다.
그레미우 바루에리는 꾸준히 성장하였으며, 2005년 캄페오나투 파울리스타 세리이 A3 결승전에서 파우메이라스 B팀을 꺾고 우승을 차지하였다. 이후 바루에리는 매우 빠른 속도로 성장하기 시작하였는데, 2006년에는 결승전에서 세르탕지뉴 FC를 꺾고 캄페오나투 파울리스타 세리이 A2 타이틀을 획득하였다. 이듬해 그레미우 바루에리는 캄페오나투 파울리스타 최상위 리그에 진출하게 되었으며, 동시에 구단 역사상 처음으로 브라질의 전국 리그인 캄페오나투 브라질레이루 세리이 C에도 진출하였다.
캄페오나투 브라질레이루 첫 시즌에 4위를 기록하며, 브라질 세리이 B로 진출하였다. 2008년 마침내 세리이 B에서 4위를 지켜내며, 다음 시즌에 브라질 최상위 전국리그 캄페오나투 브라질레이루 세리이 A로의 진출에 성공하였다. 세리이 A 2009 시즌 바루에리는 11위를 기록하며 잔류에 성공하였으며, 산투스 FC보다도 높은 순위였다. 그러나 2010 시즌에 리그 최하위를 기록하며 다시 세리이 B로 강등되었다.
2010년 2월 26일 구단 이사진들의 회의 끝에 프레지덴치프루덴치로의 연고지 이전이 결정되었고, 프레지덴치프루덴치 시청에서 구단 명칭이 그레미우 프루덴치 푸치보우 Ltda.로 변경되었음이 발표되었다. 구단명 변경과 동시에 로고도 변경되었다.
세리이 B 2011 시즌 아틀레치쿠 파라나엔시과의 대결에서 패배를 하면서 세리이 C로의 강등이 확정되었다. 같은 해, 주리그인 캄페오나투 파울리스타에서도 세리이 A2로 강등되었다. 위기에 직면하고 있던 구단이었다. 그러나 바루에리 시의 여러 비즈니스인들이 구단을 매수하였으며, 구단은 다시 원래 연고지였던 바루에리로 돌아갔다. 구단명은 그레미우 바루에리 푸치보우 Ltda.로 변경되었다.

## 수상
- 캄페오나투 파울리스타 세리이 A2

우승 1회 : 2006
- 캄페오나투 파울리스타 세리이 A3

우승 1회 : 2005
- 캄페오나투 파울리스타 두 인테리오르

우승 1회 : 2008
- 코파 상파울루 지 주니오리스

우승 1회 : 2001

## 역대 감독
| 감독                   | 임기 |
| ---------------------- | ---- |
| 안토니우 카를루스 사구 | 2010 |